# Вризи
Вризи́ (фр. Vrizy) — коммуна во Франции, находится в регионе Шампань — Арденны. Департамент коммуны — Арденны. Входит в состав кантона Вузье. Округ коммуны — Вузье.
Код INSEE коммуны — 08493.
Коммуна расположена приблизительно в 185 км к востоку от Парижа, в 60 км северо-восточнее Шалон-ан-Шампани, в 39 км к югу от Шарлевиль-Мезьера.

## История
Вризи впервые упоминается в уставе 1145 года, в котором говорится о получении земли в аббатстве Сен-Бельваль-Буа-де-Дам. Вризи был важным центром по производству плетёных изделий, в 1920 году здесь насчитывалось 500 корзинщиков.

## Население
Население коммуны на 2008 год составляло 355 человек.
| 1962 | 1968 | 1975 | 1982 | 1990 | 1999 | 2008 |
| ---- | ---- | ---- | ---- | ---- | ---- | ---- |
| 342  | 366  | 356  | 343  | 342  | 360  | 355  |

## Экономика
В 2007 году среди 209 человек в трудоспособном возрасте (15—64 лет) 146 были экономически активными, 63 — неактивными (показатель активности — 69,9 %, в 1999 году было 67,3 %). Из 146 активных работали 125 человек (71 мужчина и 54 женщины), безработных было 21 (7 мужчин и 14 женщин). Среди 63 неактивных 19 человек были учениками или студентами, 22 — пенсионерами, 22 были неактивными по другим причинам.

## Достопримечательности
- Церковь Сен-Морис[фр.]. Исторический памятник с 1920 года.[3]

## Фотогалерея
- Церковь Сен-Морис
- Канал Вузье
- Лесопилка
- Карта коммуны